# Niraj
Il Niraj (in ungherese Nyárád e in tedesco Nyersch) è un affluente di sinistra del Mureș e confluisce in quest'ultimo presso la città di Ungheni.
Il fiume, a valle della confluenza con il Nirajul Mic è anche conosciuto con il nome di "Grande Niraj".

## Affluenti
Nel pur breve corso del fiume, troviamo diversi affluenti.
- Affluenti di sinistra
- Nirajul Mic
- Câlugâreni
- Vâleni
- Tirimia
- Affluenti di destra
- Hodoșa
- Valea
- Tâmpa
- Maiad